# Christer Mattiasson
Björn Ove Christer Mattiasson, född 29 juli 1971 i Borås, är en svensk fotbollstränare och före detta fotbollsspelare, för närvarande assisterande tränare i allsvenska Djurgårdens IF.

## Spelarkarriär
Mattiasson har spelat i allsvenska klubbarna Elfsborg, AIK och Djurgården, i norska Tippeligan med Lilleström och i Superettan med Brommapojkarna. 
Mattiasson gjorde comeback på fotbollsplanen när han, som lagets tränare, bytte in sig själv i matchminut 115 i Svenska cupen mot Upsala IF den 30 juli 2014. Han gjorde också mål i straffsparksläggningen i matchen som Valsta Syrianska IK vann med 6-5.

## Tränarkarriär
Mattiasson började sin tränarkarriär 2006 som assisterande tränare i Vallentuna BK. Mellan 2015 och 2020 var han huvudtränare i Sollentuna FK. Säsongen 2020 ledde han klubben till en tredjeplacering i Division 1 Norra, vilket var klubben bästa placering genom tiderna. Den 30 december 2020 blev Mattiasson klar som ny huvudtränare i IF Brommapojkarna.
I november 2022 blev Mattiasson klar för IK Sirius. Han entledigades från sin tjänst efter säsongen 2024.
I januari 2025 presenterades han som ny assisterande tränare till Jani Honkavaara i sin tidigare klubb Djurgårdens IF.

## Övrigt
Mattiasson har varit expertkommentator på TV-kanalen Eurosport. Han kommenterade i februari 2009 träningsmatchen mellan Sverige och Österrike.

## Meriter
- SM-guld och Svenska cupen 2002 (med Djurgårdens IF)
- Svenska Cupen 1999 (med AIK)
- Allsvensk skyttekung med 14 mål och vinnare av assistligan med 9 assist (med IF Elfsborg)
- Årets komet 1997 (med IF Elfsborg)
- Vinnare av Div 1 Södra 1996 (med IF Elfsborg)
- SM-Guld 11-manna inomhus 1995 (med IF Elfsborg)

## Säsongsfacit: ligamatcher / mål
- 2005: 10 / 0
- 2004: 17 / 4
- 2003: 9 / 4, varav 0 / 0 (i DIF) och 9 / 4 (i BP)
- 2002: 16 / 2
- 2001: 22 / 2, varav 7 / 0 (i Lilleström) och 13 / 2 (i DIF)
- 2000: 18 / 6
- 1999: 25 / 10
- 1998: 25/ 12
- 1997: 25 / 14 (allsvensk skyttekung)